# Zagubieni (seria 3)
Trzeci sezon amerykańskiego serialu Zagubieni miał swoją premierę w Stanach Zjednoczonych i Kanadzie 4 października 2006 roku, a jego ostatni odcinek został wyemitowany 23 maja 2007 roku. Trzecia seria, kultowego już, serialu opowiadała o dalszych losach grupy ludzi, którzy w wyniku katastrofy samolotu jakim lecieli, rozbili się na tajemniczej wyspie. Akcja całego sezonu rozgrywa się w okresie od 28 listopada do 23 grudnia 2004 roku. Trzeci sezon serialu poświęcony jest „Innym” – tajemniczym mieszkańcom wyspy.
Sezon trzeci Zagubionych został wydany na DVD pt. Lost: The Complete Third Season – The Unexplored Experience, 11 grudnia 2007 w Stanach Zjednoczonych. Serial jest dostępny w formie siedmiodyskowego boxa DVD oraz, składającego się z sześciu dysków, wydania Blu-ray.
Seria została wyprodukowana przez Touchstone Television (obecnie ABC Studios), Bad Robot Productions oraz Grass Skirt Productions. Była ona emitowana przez ABC w Stanach Zjednoczonych. W odpowiedzi na prośby amerykańskich fanów, zostały zmienione zasady emitowania serialu. W przeciwieństwie do dwóch poprzednich sezonów, odcinki tej serii nadawane były w dwóch blokach. Pierwszy składał się z sześciu epizodów, emitowanych w każdą środę o godz. 21. Następnie, po dwunastotygodniowej przerwie, w telewizji można było obejrzeć szesnaście kolejnych odcinków trzeciej serii, jednak tym razem o godz. 22. Każdy odcinek trzeciej serii Zagubionych przyciągał przed ekrany średnio ok. 14,6 mln Amerykanów, co dawało siedemnasty wynik wśród aktualnie oglądanych programów, a także dziewiąte miejsce wśród ludzi przedziału wiekowego 18-49.
Pierwszy blok spotkał się ze sporą krytyką, spowodowaną m.in. coraz większą ilością tajemnic oraz pytaniami bez odpowiedzi. Padały również zarzuty o to, iż w odcinkach zbyt mało czasu poświęca się głównym postaciom. John Locke, grany przez Terry’ego O’Quinna, który w drugiej serii był postacią najczęściej pojawiającą się we wszystkich odcinkach, w trzecim sezonie wystąpił w zaledwie trzynastu z dwudziestu dwóch, czyli tylko dwóch więcej niż grający gościnną rolę M.C. Gainey. Drugi blok trzeciej serii powstrzymał nieco krytykę, dostarczając odpowiedzi na część zagadek. Trzecia seria Zagubionych otrzymała sześć nominacji do Primetime Emmy Award, jednak jedyną nagrodę zdobył grający Johna Locka, Terry O’Quinn.

## Obsada

### Obsada stała
- Naveen Andrews jako Sayid Jarrah
- Henry Ian Cusick jako Desmond Hume
- Emilie de Ravin jako Claire Littleton
- Michael Emerson jako Benjamin Linus
- Matthew Fox jako Jack Shephard
- Jorge Garcia jako Hurley
- Josh Holloway jako James Ford
- Daniel Dae Kim jako Jin-Soo Kwon
- Kim Yoon-jin jako Sun Kwon
- Evangeline Lilly jako Kate Austen
- Elizabeth Mitchell jako Juliet Burke
- Dominic Monaghan jako Charlie Pace
- Terry O’Quinn jako Locke

### W pozostałych rolach
- Kiele Sanchez jako Nikki Fernandez
- Rodrigo Santoro jako Paulo
- Adewale Akinnuoye-Agbaje jako Mr. Eko
- Sam Anderson jako Bernard Nadler
- Blake Bashoff jako Karl
- Michael Bowen jako Danny Pickett
- L. Scott Caldwell jako Rose Henderson
- Nestor Carbonell jako Richard Alpert
- Andrew Divoff jako Mikhail Bakunin
- Mira Furlan jako Danielle Rousseau
- M.C. Gainey jako Tom
- William Mapother jako Ethan Rom
- Tania Raymonde jako Alex
- Marsha Thomason jako Naomi Dorrit
- Sonya Walger jako Penelope Widmore

### Występy gościnne
- Maggie Grace jako Shannon Rutherford
- Malcolm David Kelley jako Walt Lloyd
- Ian Somerhalder jako Boone Carlyle

## Lista odcinków
| Nr | #     | Tytuł                                | Tytuł polski                          | Retrospekcje     | Reżyseria                     | Scenariusz                         | Premiera (ABC)       | Premiera w Polsce                                 |
| --- | ----- | ------------------------------------ | ------------------------------------- | ---------------- | ----------------------------- | ---------------------------------- | -------------------- | ------------------------------------------------- |
| 50 | 1     | A Tale of Two Cities                 | Opowieść o dwóch miastach             | Jack Shephard    | Jack Bender                   | Damon Lindelof, Jeffrey Lieber     | 4 października 2006  | 11 lutego 2007 (AXN) 6 września 2007 (TVP1)       |
| Porwani pod koniec drugiej serii Jack, Kate Austen i Sawyer budzą się w różnych miejscach obozu „innych”. Sawyer jest przetrzymywany w klatce dla zwierząt, Kate w łazience, a Jack w ciemnej celi otoczonej z jednej strony szkłem. Odcinek ukazuje reakcje „Innych” na katastrofę samolotu linii Oceanic Airlines. |       |                                      |                                       |                  |                               |                                    |                      |                                                   |
| 51 | 2     | The Glass Ballerina                  | Szklana baletnica                     | Jin i Sun        | Paul A. Edwards               | Drew Goddard, Jeff Pinkner         | 11 października 2006 | 18 lutego 2007 (AXN) 6 września 2007 (TVP1)       |
| 69 dzień na wyspie. Sun, Jin i Sayid płyną łódką na pomoc Kate, Jackowi i Sawyerowi, nawet nie wiedząc, że ci zostali porwani przez „Innych”. Porywacze zmuszają Kate i Sawyer do ciężkich prac. Tymczasem grupa „Innych” pod dowództwem Coleen odbiera łódkę Jinowi, Sayidowi i Sun. Jack nadal jest trzymany w zamknięciu w pustym oceanarium stacji Hydra. Z retrospekcji dowiadujemy się, że przed wylądowaniem na wyspie Sun zdradziła Jin’a z innym mężczyzną, ojciec dowiadując się o tym każe Jin’owi zabić owego mężczyznę. Jin nie potrafi jednak tego zrobić, więc każe mu zniknąć. Ów mężczyzna „wypada” przez okno i ginie. |       |                                      |                                       |                  |                               |                                    |                      |                                                   |
| 52 | 3     | Further Instructions                 | Dalsze instrukcje                     | Locke            | Stephen Williams              | Carlton Cuse, Elizabeth Sarnoff    | 18 października 2006 | 25 lutego 2007 (AXN) 13 września 2007 (TVP1)      |
| W odcinku zostają ukazane losy Locke’a, Eko i Desmonda po implozji stacji „Łabędź” - Locke traci głos i postanawia „porozmawiać z Wyspą” za pomocą medytacji w namiocie, Eko zostaje zaciągnięty przez niedźwiedzia polarnego do jaskini, a nagi Desmond prosi Hurleya o jakąś odzież... |       |                                      |                                       |                  |                               |                                    |                      |                                                   |
| 53 | 4     | Every Man for Himself                | Każdy sobie                           | Sawyer           | Stephen Williams              | Adam Horowitz, Edward Kitsis       | 25 października 2006 | 4 marca 2007 (AXN) 13 września 2007 (TVP1)        |
| Sawyer i Kate myślą nad ucieczką. Pomysł Sawyera, by porazić prądem przechodzącą osobę za pomocą maszyny, dzięki której zdobywa się jedzenie i zabrać jej kluczyk okazuje się błędny - Ben uprzedza jego zamiary i wyłącza prąd. Natomiast Kate udaje się wydostać z klatki, ale po rozmowie z Sawyerem wraca do niej. |       |                                      |                                       |                  |                               |                                    |                      |                                                   |
| 54 | 5     | The Cost of Living                   | Cena życia                            | Eko              | Jack Bender                   | Monica Breen, Alison Schapker      | 1 listopada 2006     | 11 marca 2007 (AXN) 20 września 2007 (TVP1)       |
| Locke, Desmond, Mr. Eko, a także Sayid oraz Nikki i Paulo idą do stacji „Perła” w celu eksploracji urządzeń tego pomieszczenia. Podczas wyprawy Mr Eko widzi swojego zmarłego brata, a chwilę później tajemniczy potwór-czarny dym uderza nim o drzewa. Pozostali rozbitkowie słyszą potwora i biegną na miejsce. Mr Eko wypowiada do Locka jedynie słowa: Będziecie następni, a potem umiera. Juliet zostaje oskarżona przez Bena o zdradę i rozpoczyna się jej proces. Jack, chcąc ją ratować, stawia Benowi warunek. Po operacji, w ranie na plecach Bena wdała się infekcja, więc szef „Innych” potrzebuje opieki lekarskiej. Jack obiecuje się zająć Benem, tylko wtedy, kiedy Juliet nic się nie stanie. |       |                                      |                                       |                  |                               |                                    |                      |                                                   |
| 55 | 6     | I Do                                 | Zgadzam się                           | Kate             | Tucker Gates                  | Carlton Cuse                       | 8 listopada 2006     | 18 marca 2007 (AXN) 20 września 2007 (TVP1)       |
| Eko zostaje pochowany w miejscu, gdzie został zabity. Tymczasem na wyspie Hydra, Sawyer i Kate zostają ponownie zmuszeni do pracy przy wykopywaniu kamieni. Jack ostatecznie podejmuje decyzję zoperowania Bena. Podczas operacji Sheppard celowo nacina nerkę chorego i sytuacja nabiera nieoczekiwanego zwrotu... |       |                                      |                                       |                  |                               |                                    |                      |                                                   |
| 56 | 7     | Not in Portland                      | Nie w Portland                        | Juliet           | Stephen Williams, Jack Bender | Carlton Cuse, Jeff Pinkner         | 7 lutego 2007        | 8 kwietnia 2007 (AXN) 27 września 2007 (TVP1)     |
| Odcinek kontynuuje wątek poprzedniego odcinka I Do. W retrospekcjach przedstawiona zostaje historia Juliet (jest to pierwsza retrospekcja dotycząca osoby z obozu „Innych”). Sawyer i Kate wraz z Karlem - chłopakiem Alex - wydostają się z wyspy „Innych”. Pomaga im w tym Juliet, szantażowana przez Jacka. Jack kończy operację Bena. Natomiast Juliet dostaje „pozwolenie” od Bena na powrót do domu. |       |                                      |                                       |                  |                               |                                    |                      |                                                   |
| 57 | 8     | Flashes Before Your Eyes             | Blask przed twoimi oczami             | Desmond Hume     | Jack Bender                   | Drew Goddard, Damon Lindelof       | 14 lutego 2007       | 15 kwietnia 2007 (AXN) 27 września 2007 (TVP1)    |
| Desmond prowadzi Charliego i Hurleya do Locke’a i Sayida aby ci powiedzieli im co się stało z Mr.'em Eko. W czasie rozmowy Desmond zaczyna się dziwnie zachowywać by w końcu pobiec na plażę i skoczyć do morza na ratunek topiącej się Claire. Charlie i Hurley widząc, że Desmond zachowuje się dziwnie postanawiają upić Szkota by wydobyć od niego całą prawdę na temat jego zachowania. Gdy Desmond zostaje upity dochodzi do sprzeczki między nim a Charliem - w ten sposób Desmond odkrywa pewne déjà vu... |       |                                      |                                       |                  |                               |                                    |                      |                                                   |
| 58 | 9     | Stranger in a Strange Land           | Obcy w obcej ziemi                    | Jack             | Paris Barclay                 | J.J. Abrams, Jeffrey Lieber        | 21 lutego 2007       | 22 kwietnia 2007 (AXN) 4 października 2007 (TVP1) |
| Kate i Sawyer wraz z Karlem nadal płyną łódką na główną Wyspę. Na Wyspie Hydra Jack siedzi w swojej celi, gdy nagle przychodzi Tom i oznajmia lekarzowi, że zostanie zabrany w inne miejsce. Każdego dnia do Shepparda przychodzą jedni z „Innych”, m.in. Juliet, Cindy czy Isabel. W retrospekcjach zostają przedstawione losy Jacka, kiedy ten przebywał na wyspie Phuket w Tajlandii oraz historia tatuażu, który został wykonany właśnie tam, na ramieniu lekarza. |       |                                      |                                       |                  |                               |                                    |                      |                                                   |
| 59 | 10    | Tricia Tanaka Is Dead                | Tricia Tanaka nie żyje                | Hurley           | Eric Laneuville               | Adam Horowitz, Edward Kitsis       | 28 lutego 2007       | 29 kwietnia 2007 (AXN) 4 października 2007 (TVP1) |
| Kate i Sawyer wracają na plażę do reszty rozbitków. Kate ma zamiar wrócić po Jacka, który został z Innymi. W tym celu, na końcu odcinka, prosi Danielle o pomoc, informując ją jednocześnie, że osoba, która pomogła wydostać się z obozu Innych jej i Sawyerowi, to córka Danielle - Alex. Podczas gdy Hugo rozmawia z Charliem na plaży, podbiega Vincent, który niesie w pysku trupią rękę z kluczykami. Hugo idzie za psem do dżungli. Ręka okazuje się należeć do zmarłego, który siedzi w furgonetce z logo Dharmy. Hurley mówi o znalezisku na plaży, a Jin, nie wiedząc dokładnie o co chodzi, postanawia pomóc mu w uruchomieniu samochodu. W środku znajdują piwo, co przyciąga także Sawyera. Sawyer uczy Jina angielskiego. Samochód udaje się odpalić dzięki popchnięciu go w dość stromą dolinę (w międzyczasie dołącza także Charlie). Retrospekcje znów dotyczą liczb, które Hugo uważa za przeklęte, i dzięki którym wygrał na loterii. Jego ojciec wraca po parunastu latach, ze względu na swoją żonę i przy okazji stara się pomóc synowi przezwyciężyć myśli o klątwie dotyczącej liczb. W tym celu m.in. wynajmuje kobietę, by ta przeprowadziła fałszywy egzorcyzm i „zdjęła” klątwę z liczb. Hugo jednak orientuje się, iż zabiegi ojca są fikcją. Tytułowa Tricia Tanaka była prezenterką telewizyjną, która miała przeprowadzić wywiad z Hurleyem. Gdy weszła do zakupionej przez niego restauracji, uderzył w nią meteoryt. W wypadku ginie również operator kamery. Gdy Hugo wraca do domu - wypowiada zdanie do swej matki: Tricia Tanaka is dead (Tricia Tanaka nie żyje). |       |                                      |                                       |                  |                               |                                    |                      |                                                   |
| 60 | 11    | Enter 77                             | Wprowadź 77                           | Sayid Jarrah     | Stephen Williams              | Carlton Cuse, Damon Lindelof       | 7 marca 2007         | 6 maja 2007 (AXN) 11 października 2007 (TVP1)     |
| Sayid odkrywa nową stację Inicjatywy DHARMA, która nosi nazwę „Płomień”, jednak zostaje postrzelony w ramię przez niejakiego Michaiła Bakunina, który twierdzi, że jest ostatnim żyjącym członkiem Inicjatywy. Następnie Locke próbuje wygrać partię szachów z komputerem z „Płomienia”, jednak Bakunin mówi mu, że to nie ma sensu, bo gra „oszukuje” i nie da się wygrać. Tymczasem Sayid odkrywa, że Bakunin wcale nie jest członkiem Dharmy a jednym z Innych. Gdy Sayid obezwładnia Bakunina, Locke zostaje by go pilnować, jednak po pewnym czasie postanawia ponownie zagrać w szachy z komputerem. Gdy Locke wygrywa partię, na komputerze pojawiają się komunikaty - w tym „komenda 77”... Retrospekcje dotyczą Sayida Jarrah. Historia przedstawiona w tym odcinku traktuje o losach Sayida w Paryżu. Po opuszczeniu Gwardii Republikańskiej i wyjechaniu do Francji, rozpoczyna on pracę w arabskiej restauracji (pod zmienionym nazwiskiem). Przypadkiem rozpoznaje go żona innego restauratora. Kobieta ta była przez Sayida torturowana w Iraku. Mąż kobiety zwabia Sayida do swojej restauracji, gdzie go obezwładnia i zamyka w piwnicy. Biciem zmusza go do tego, by przyznał się, iż to on torturował jego żonę w Iraku. Sayid zaś twierdzi, iż nie zna tej kobiety. Po paru dniach spędzonych w piwnicy przyznaje się jednak jej do tego, iż bestialsko ją torturował, i że bardzo tego żałuje. Kobieta mu wybacza i pozwala mu odejść. |       |                                      |                                       |                  |                               |                                    |                      |                                                   |
| 61 | 12    | Par Avion                            | Pocztą lotniczą                       | Claire Littleton | Paul A. Edwards               | Christina M. Kim, Jordan Rosenberg | 14 marca 2007        | 13 maja 2007 (AXN) 11 października 2007 (TVP1)    |
| Locke, Kate, Sayid i Russeau idą wraz z wziętym do niewoli Bakuninem do osady „Innych” zwanej „barakami”. Podczas podróży natrafiają na barierę ultradźwiękową... Tymczasem Claire nabiera podejrzeń w stosunku do Charliego, po tym jak ten wpada na pomysł, który mógłby uratować rozbitków. |       |                                      |                                       |                  |                               |                                    |                      |                                                   |
| 62 | 13    | The Man from Tallahassee             | Człowiek z Tallahassee                | John Locke       | Jack Bender                   | Drew Goddard, Jeff Pinkner         | 21 marca 2007        | 20 maja 2007 (AXN) 18 października 2007 (TVP1)    |
| Odcinek traktuje tylko o tych rozbitkach, którzy wyruszyli do wioski „Innych” by odbić Jacka. Kiedy Kate, John i Sayid docierają do osady okazuje się, że Jack dogadał się z Benem i może wraz z Juliet opuścić wyspę. Gdy Kate i Sayid próbują porozmawiać z Jackiem, zostają schwytani przez „Innych”. W tym samym czasie Locke idzie do Bena i próbuje zdobyć informacje na temat łodzi podwodnej. Po zakończonej rozmowie, udaje się z Alex na przystań. Wykorzystuje zabrane ze stacji „Płomień” C4 i wysadza łódź, którą Jack i Juliet mieli wrócić do domu. Okazuje się, że zniszczenie łodzi podwodnej było Benowi na rękę. Ten doszedł do wniosku, że powinien Locke’owi coś pokazać. Otwiera drzwi do magazynku, w którym ku zaskoczeniu znajduje się związany ojciec Johna - Anthony Cooper... W retrospekcjach dowiadujemy się, dlaczego Locke poruszał się przez cztery lata przed katastrofą na wózku. Jego ojciec - Anthony Cooper zepchnął go z siódmego piętra apartamentowca, gdy John próbował zadzwonić do kobiety, którą Cooper chciał oszukać. John podejrzewał również ojca, o to iż zabił syna tej kobiety. |       |                                      |                                       |                  |                               |                                    |                      |                                                   |
| 63 | 14    | Exposé                               | Ujawnienie                            | Nikki i Paulo    | Stephen Williams              | Edward Kitsis, Adam Horowitz       | 28 marca 2007        | 27 maja 2007 (AXN) 18 października 2007 (TVP1)    |
| Odcinek zaczyna się od biegnącej na oślep Nikki. Dziewczyna dobiega do plaży, na której Sawyer i Hurley grają w ping-ponga. Udaje jej się wybełkotać tylko jedno niezrozumiałe słowo - po czym „umiera”. Sawyer i Hurley znajdują również „martwego” Paulo. Nikt nie zna powodu ich śmierci. W retrospekcjach pokazana jest historia Nikki i Paulo tuż przed lotem 815. Zabijają oni producenta filmowego i rabują należące do niego diamenty. Po katastrofie samolotu, Paulo i Nikki nie mogą odnaleźć torby, w której schowane były diamenty. Po długich poszukiwaniach, Paulo znajduje torbę wraz z zawartością w jeziorze, nie mówi jednak o tym Nikki. Znalezisko ukrywa w toalecie w stacji „Perła”. Wyjaśnia, się więc dlaczego Paulo znał rozkład tego miejsca, kiedy dotarł do niego ponownie z Sayidem, Lockiem, Desmondem i Nikki. Wówczas Paulo zabrał z powrotem diamenty i schował je w majtkach. Krótko przed „śmiercią” Nikki orientuje się, że Paulo ma diamenty. Zwabia go do dżungli i rzuca na niego pająka meduzę (którego hodował Arzt). Mężczyzna zostaje sparaliżowany a Nikki wyciąga z jego bielizny cenny depozyt. Chwilę potem pająk, paraliżuje również ją. Zaczyna uciekać, próbując zakopać po drodze diamenty (pokazana jest scena, od której zaczyna się odcinek). Ugryzienie pająka powoduje, iż użądlona osoba wygląda jak nieżywa i ma nieodczuwalny puls. Dlatego grupa myślała, że Nikki i Paulo nie żyją. Okazuje się, iż ostatnim słowem, które powiedziała Nikki było „jestem sparaliżowana”. W międzyczasie Charlie przyznaje się Sun, że ją zaatakował i uprowadził (wątek z drugiej serii). Wyjawia również, iż był to pomysł Sawyera. Grupa nie wiedząc, iż Nikki i Paulo są sparaliżowani, urządza im pogrzeb. W momencie, gdy para jest zakopywana przez Sawyera i Hugo, Nikki nagle otwiera oczy. Jednak nikt tego nie zauważa. Nikki i Paulo zostają pogrzebani żywcem. |       |                                      |                                       |                  |                               |                                    |                      |                                                   |
| 64 | 15    | Left Behind                          | Pozostawiając w tyle                  | Kate Austen      | Karen Gaviola                 | Damon Lindelof, Elizabeth Sarnoff  | 4 kwietnia 2007      | 3 czerwca 2007 (AXN) 25 października 2007 (TVP1)  |
| Locke informuje Kate, że wraz z „Innymi” zamierza opuścić wioskę. Później do pomieszczenia, w którym przebywa dziewczyna zostaje wrzucony gaz usypiający - Kate traci przytomność. Budzi się w dżungli przykuta do Juliet. Kobiety zostają zaatakowane przez dymiącego potwora. Okazuje się, iż Juliet została porzucona przez „Innych” i że w celu przekonania Kate, iż jest w takiej samej sytuacji jak ona - sama się do niej przykuła. Udaje im się uciec przed potworem czarnym dymem za ogrodzenie wioski. Tam uwalniają Jacka i Sayida. Cała czwórka postanawia wrócić do obozu rozbitków. Sayid jest przeciwny, by Juliet szła z nimi. W obozie rozbitków Hugo informuje Sawyera, że grupa zastanawia się nad wygnaniem go z obozu. Hurley poleca Sawyerowi, by przed głosowaniem wkupił się w łaski pozostałych. W tym celu Sawyer stara się być miłym dla wszystkich: daje Claire koc, poluje na dzika wraz z Desmondem i zdobytym w ten sposób mięsem dzieli się z pozostałymi rozbitkami. Przypadkiem dowiaduje się od Charliego, że grupa nie planowała żadnego głosowania dotyczącego wygnania go z plaży. Okazuje się, iż intencją Hugo było uświadomienie Sawyerowi, iż to on jest teraz liderem grupy, i że jako przywódca powinien okazywać innym ludziom więcej serca. W retrospekcjach Kate jedzie do Iowa. Przypadkiem spotyka tam Cassidy, kobietę którą oszukał Sawyer. Cassidy pomaga Kate dotrzeć do matki. Matka Kate nie wybaczyła córce, że zabiła swojego ojczyma. Oznajmia jej, że kiedy zobaczy ją następnym razem - wyda ją federalnym. Cassidy opowiada Kate o mężczyźnie, który ją oszukał – mówi także, iż jest z nim w ciąży. Nie wyjawia jednak, iż jest nim Sawyer. |       |                                      |                                       |                  |                               |                                    |                      |                                                   |
| 65 | 16    | One of Us                            | Jedna z nas                           | Juliet Burke     | Jack Bender                   | Carlton Cuse, Drew Goddard         | 11 kwietnia 2007     | 10 czerwca 2007 (AXN) 25 października 2007 (TVP1) |
| Juliet, Jack, Kate i Sayid wracają z wioski „innych” na plażę. Sayid dalej nie ufa Juliet, grozi że jeżeli nie powie mu wszystkiego - zabiję ją. Jack zaś oznajmia, iż kobieta jest pod jego ochroną i nikt jej nie tknie. W obozie rozbitków choruje Claire. Jej stan jest na tyle poważny, iż nie jest w stanie zająć się Aaronem. Powierza dziecko Charliemu. W nocy stan Claire się nagle pogarsza. Juliet mówi Kate, iż wie co dolega młodej matce. Tłumaczy, iż Claire jako jedyna matka na wyspie urodziła dziecko - wszystkie inne kobiety, które były w ciąży w obozie „innych” umarły. Juliet wyjawia, iż Ethan Rom miał za zadanie wstrzykiwać Claire zastrzyki ze specjalnym serum opracowanym przez Juliet. Dzięki temu lekarstwu Claire przeżyła i urodziła zdrowe dziecko. Juliet twierdzi, iż obecny stan Claire jest reakcją na leki, która podawał jej Ethan. Mówi, że tylko kolejna dawka serum może pomóc dziewczynie. Oznajmia również, że wie gdzie można znaleźć walizkę z lekarstwem - zostawił ją Ethan przed śmiercią w pobliżu jaskiń. Za zgodą Jacka wyrusza (samotnie) po serum. Tymczasem Sayid i Sawyer zawiązują sojusz. Podążają za Juliet. Gdy ta dociera do walizki, nieoczekiwanie ujawniają się. Jednak Juliet nazywa ich „fałszywymi obrońcami moralności”. Przypomina Sayidowi, iż torturował niewinnych ludzi a Sawyera, że zabił z zimną krwią mężczyznę. Claire dostaje zastrzyk z serum. Wkrótce jej stan polepsza się. Zmienia się też stosunek grupy wobec nowej osoby. Jack daje kobiecie koce i mówi, iż może wybudować sobie schronienie na plaży. Kobieta to czyni. Retrospekcje są kontynuacją odcinka 7 (Not in Portland). Juliet rozstaje się z siostrą Rachel i płynie łodzią podwodną na wyspę. Wita tam ją Ben. Po 6 miesiącach Juliet chce wrócić do domu. Ben nie pozwala jej na to. Tłumaczy, iż jej siostra znowu jest chora (rak się cofnął). Szantażuje Juliet – że jeżeli ona opuści wyspę Rachel umrze, jeżeli zaś zostaniemy – on uzdrowi jej siostrę. Dalsze retrospekcje przedstawiają życie Juliet na wyspie. Pomaga ona kobietom w ciąży. Okazuje się, iż żadna kobieta na wyspie nie może urodzić dziecka. Juliet wyjawia Benowi, że ma raka. Nazywa go kłamcą, gdyż twierdził, że potrafi pokonać tę chorobę u każdego. Następnie retrospekcje przenoszą się do momentu, w którym samolot rozbija się nad wyspą (sceny te zostały pokazane w odcinku pierwszym trzeciej serii). Ben zabiera Juliet do Mikhaila Bakhunina. Pokazuje jej przekaz na żywo, z którego wynika, iż jej siostra jest całkowicie zdrowa i że udało jej się urodzić zdrowe dziecko. Juliet się wzrusza. Ostatnia scena retrospekcji pokazuje rozmowę Bena z Juliet tuż przed opuszczeniem wioski przez „Innych”. Okazuje się, iż Juliet wcale nie została porzucona a jej obecność wśród rozbitków jest wynikiem kolejnej intrygi Bena. Choroba Claire była elementem planu – a znaleziona walizka została podłożona. |       |                                      |                                       |                  |                               |                                    |                      |                                                   |
| 66 | 17    | Catch-22                             | Paragraf 22                           | Desmond          | Stephen Williams              | Jeff Pinkner, Brian K. Vaughan     | 18 kwietnia 2007     | 17 czerwca 2007 (AXN) 1 listopada 2007 (TVP1)     |
| Na samym początku widzimy scenę, w której ginie Charlie Pace - wpada w pułapkę zastawioną przez Rousseau. Okazuje się, że to kolejna wizja Desmonda, która składa się z czterech części. W pierwszej części wizji Hugo „Hurley” Reyes, Jin-Soo Kwon, Charlie i Desmond odnajdują na plaży kabel. W drugi części widzą katapultującego się pilota. Trzecia część przedstawia śmierć Charliego, a czwarta odnalezienie pilota. Aby urzeczywistnić wizję, Desmond namawia do wyruszenia w głąb dżungli Hurleya, Jina i Charliego. Temu ostatniemu nie mówi jednak, że czeka go śmierć. Urzeczywistniają się wszystkie elementy wizji poza śmiercią Charliego. Desmond ratuje go w ostatniej chwili. Desmond jest przekonany, że kobietą, która się katapultowała jest Penny. Okazuje się nią jednak być tajemnicza Latynoska (jak się później okazuje o imieniu Naomi). Zna ona jednak Desmonda. W międzyczasie na wyspie Kate Austen zbliża się do Sawyera. Jack Shephard je kolacje z Juliet Burke. W retrospekcjach Desmond wstępuje do klasztoru. Pozytywnie przechodzi próbę milczenia. Jednak jego spokój zostaje zakłócony. Pewnego dnia w klasztorze zostaje uderzony przez człowieka, który okazuje się bratem jego byłej narzeczonej, którą zostawił na tydzień przed ślubem. Narzeczona nazywa go tchórzem i każe mu wynosić się z jej życia. Desmond upija się klasztornym winem. Przeor wyrzuca go z zakonu. Przy odjeździe pomaga pewnej kobiecie załadować butelki z winem. Tą kobietą okazuje się być Penelope (Penny) Widmore. |       |                                      |                                       |                  |                               |                                    |                      |                                                   |
| 67 | 18    | D.O.C.                               | Data poczęcia                         | Sun              | Fred Toye                     | Edward Kitsis, Adam Horowitz       | 25 kwietnia 2007     | 24 czerwca 2007 (AXN) 1 listopada 2007 (TVP1)     |
| Desmond Hume, Charlie Pace, Jin-Soo Kwon i Hugo „Hurley” Reyes są w dżungli. Zastanawiają się co zrobić z kobietą, którą znaleźli. Nieoczekiwanie pojawia się Michaił Bakunin (nie tłumaczy jednak jak udało mu się zmartwychwstać, bowiem został on zabity przez Locke’a w odcinku Par Avion). Walczy z Jinem. Kiedy zostaje obezwładniony obiecuje pomóc umierającej kobiecie w zamian za wolność. Robi jej drenaż. Rozbitkowie mimo oporów Charliego pozwalają mu odejść - zabierając mu uprzednio telefon, który ukradł kobiecie. Po odejściu Bakunina kobieta odzyskuje świadomość. Mówi Hurleyowi, iż to niemożliwe, że on żyje, ponieważ wszyscy pasażerowie lotu 815 zostali znalezieni martwi. W tym czasie na wyspie Juliet Burke prowadzi Sun do bunkra, gdzie ustala za pomocą ultrasonografu wiek płodu. Okazuje się, iż dziecko Sun zostało poczęte przez Jina na wyspie. Juliet mówi Sun, że wszystkie kobiety, które zaszły w ciążę na wyspie, umarły w drugim trymestrze. Retrospekcje traktują o sytuacji Sun i Jina tuż po ich ślubie. Okazuje się, że rodzice Jina żyją, zaś jego matka jest prostytutką. Kobieta ta szantażuje Sun. Każe jej dostarczyć 100 tysięcy dolarów w zamian za milczenie o przeszłości Jina. Sun bierze te pieniądze od ojca i wręcza kobiecie. |       |                                      |                                       |                  |                               |                                    |                      |                                                   |
| 68 | 19    | The Brig                             | Bryg / Areszt                         | Locke            | Eric Laneuville               | Damon Lindelof, Carlton Cuse       | 2 maja 2007          | 1 lipca 2007 (AXN) 8 listopada 2007 (TVP1)        |
| Do obozu rozbitków dociera John Locke. Rozmawia jednak tylko z Sawyerem. Mówi mu, iż schwytał Bena. Oczekuje od Sawyera by ten zabił Bena. Obaj mężczyźni wyruszają w głąb dżungli, do miejsca gdzie rzekomo Locke trzyma Bena. W tym czasie do obozu rozbitków wraca Desmond, Charlie, Jin i Hurley. Przynoszą ze sobą kobietę, która ocalili. Obawiają się jednak powiedzieć o wszystkim Jackowi, podejrzewając, iż przeszedł na stronę „Innych”. Mówią za to o wszystkim Sayidowi. Ten rozmawia z kobietą. Okazuje się, iż została wynajęta przez Penelope Widmore by odnalazła Desmonda. Mówi również, iż wrak samolotu linii 815 został odnaleziony i że wszyscy pasażerowie zginęli. Kate dowiaduje się o wszystkim i mówi o kobiecie Jackowi, zarzuca mu również to, iż grupa mu już nie ufa. Rozmowę słyszy Juliet. Locke doprowadza Sawyera do miejsca, gdzie przetrzymuje Bena. Zakładnikiem jest jednak nie Ben a Anthony Cooper. John zamyka Sawyera ze związanym Cooperem. Ten po chwili opowiada mu o sobie, wychodzi na jaw, iż Cooper był prawdziwym Sawyerem, który doprowadził do tragedii rodzinnej Forda, a on zachował sobie jego fałszywe nazwisko. Cooper lekceważąco podchodzi do opowieści Sawyera, kpi z jego tragedii. Doprowadzony do wściekłości Sawyer dusi mężczyznę. Locke mu za to dziękuję. Na odchodne mówi Sawyerowi, iż Juliet jest szpiegiem Bena. Ma za zadanie dowiedzieć się, które kobiety są w ciąży - po to by Ben mógł je zabrać ze sobą. Retrospekcje traktują o pobycie Johna wśród „innych”. Ben namawia Locka by ten zabił swojego ojca, mówiąc mu, iż tylko w ten sposób może zerwać z przeszłością. John nie umie jednak tego zrobić. Richard (mężczyzna z obozu „innych”- ten sam, który zwerbował Juliet) mówi mu, iż Sawyer mógłby zabić Coopera. Daje Johnowi teczkę na temat Jamesa Forda (prawdziwe nazwisko Sawyera). Wynika z niej, iż ma powody do zemsty na Cooperze, który jest odpowiedzialny za śmierć jego rodziców. |       |                                      |                                       |                  |                               |                                    |                      |                                                   |
| 69 | 20    | The Man Behind the Curtain           | Człowiek za kurtyną                   | Benjamin Linus   | Bobby Roth                    | Elizabeth Sarnoff, Drew Goddard    | 9 maja 2007          | 8 lipca 2007 (AXN) 8 listopada 2007 (TVP1)        |
| John przynosi Benowi ciało swojego ojca. Żąda od niego by opowiedział mu prawdę o wyspie. Ben mówi mu jednak o Jacobie, który jest jego zwierzchnikiem. Locke każe Benowi, by ten pokazał mu Jacoba. Słyszący to Michaił stanowczo protestuje - Locke dostaje ataku furii i bije do nieprzytomności Ukraińca. Sen decyduje się zaprowadzić Locka do Jacoba. Idą do starej opuszczonej chatki. Po wejściu Locke nikogo nie widzi, okazuje się, iż Jacoba widzi tylko Ben. Locke stwierdza, że Ben jest szalony i odgrywa przed nim marne przedstawienie. Gdy zdenerwowany próbuje wyjść, nieoczekiwanie słyszy głos „Pomóż mi” - po czym odruchowo świeci latarką (nie zważając na wcześniejsze ostrzeżenie Bena, iż Jacob „nie lubi technologii”). W pomieszczeniu zaczynają poruszać się przedmioty, pękają szyby, pojawiają się płomienie, Ben próbując uspokoić Jacoba, łapie za krzesło na którym rzekomo on siedzi, jednak zostaje mocno odepchnięty do ściany. W tej chwili na moment pojawia się zarys siedzącego na krześle mężczyzny. John ucieka z domku, za chwilę pojawia się przy nim Ben. Mimo wszystko Locke nadal nie wierzy w istnienie Jacoba. W drodze powrotnej do obozowiska, John zauważa, że wracają inna ścieżką. Ben tłumaczy mu, że chce coś mu jeszcze pokazać. Prowadzi go do miejsca, gdzie w wykopanym rowie spoczywa mnóstwo ludzi w uniformach Inicjatywy DHARMA. Ben mówi, że pomógł tubylcom zabić tych ludzi, którzy przybyli na wyspę w poszukiwaniu harmonii, a nie potrafili żyć w zgodzie z tubylcami. Strzela do Locke’a, który wpada do dołu. Każe Johnowi powiedzieć, co usłyszał od Jacoba. Locke mówi mu prawdę, lecz mimo to Benjamin pozostawia go konającego w dole. W retrospekcjach: Odcinek zaczyna się od narodzin Bena. Rodzi się on w lesie - nie na Wyspie. Po porodzie umiera jego matka. Wychowuje się z ojcem i wraz nim udaje się na Wyspę, gdzie dorasta. Ojciec obwinia go o śmierć matki. Na Wyspie Benowi ukazuje się jej zjawa. Członkowie Inicjatywy DHARMA są nękani na Wyspie przez tubylców. Pewnego dnia Ben przechodzi przez ogrodzenie i spotyka jednego z nich. Zwierza mu się, że nienawidzi miejsca, w którym mieszka i prosi go, by się nim zaopiekował. Następna retrospekcja pokazuje dorosłe życie Bena na Wyspie. W dniu swoich urodzin udaje się wraz z ojcem na przejażdżkę. Kiedy pojazd staje na wzniesieniu, mężczyźni zaczynają rozmawiać. Ben zakłada maskę i zagazowuje ojca. Gdy wraca do obozu Inicjatywy DHARMA okazuje się, iż cała organizacja została zabita przez tubylców gazem. Działali oni w porozumieniu z Benem. |       |                                      |                                       |                  |                               |                                    |                      |                                                   |
| 70 | 21    | Greatest Hits                        | Największe przeboje                   | Charlie Pace     | Stephen Williams              | Edward Kitsis, Adam Horowitz       | 16 maja 2007         | 15 lipca 2007 (AXN) 15 listopada 2007 (TVP1)      |
| Jack wpada na pomysł jak osłabić „Innych” - w tym celu prosi o pomoc Russeau, która magazynuje dynamit z Czarnej Perły. Jack postanawia użyć dynamitu, podkładając go w oznaczonych namiotach (namioty miały być oznaczone przez Juliet dla „Innych”, by ci wiedzieli w których szałasach znajdują się „ciężarne kobiety”). Tymczasem Desmond mówi Charliemu o swoich wizjach, w których potwierdza, że tym razem Charlie musi umrzeć żeby Claire opuściła z Aaronem Wyspę. W tym samym czasie Sayid pokazuje Jackowi i Juliet plany stacji „Zwierciadło”, które zagłusza sygnał z Wyspy. Nagle do brzegu przypływa Karl - jeden z „Innych”, który ostrzega rozbitków o tym, że „Inni” się zbliżają... |       |                                      |                                       |                  |                               |                                    |                      |                                                   |
| 71 72 | 22 23 | Through the Looking Glass (Part 1-2) | Po drugiej stronie lustra (Część 1-2) | Jack             | Jack Bender                   | Carlton Cuse, Damon Lindelof       | 23 maja 2007         | 22 lipca 2007 (AXN) 22 listopada 2007 (TVP1)      |
| Rozbitkowie są bliscy opuszczenia wyspy. Sawyer zabija Toma. Charlie Pace topi się w zlokalizowanej pod wodą stacji Zwierciadło. Jack przechwytuje Bena. Rousseau poznaje swoją córkę Alex. Locke widzi Walta - chłopiec każe mu „zrobić to, co ma zrobić”. Jack razem z pozostałymi rozbitkami próbuje się skontaktować z łodzią ratunkową, z której pochodzi Naomi. Grupa Innych dostaje się do obozu rozbitków, ginie siedmiu z nich. Ben próbuje powstrzymać Jacka przed skontaktowaniem się ze statkiem Naomi. Futurospekcje: Jack leci samolotem. Okazuje się, że po powrocie z wyspy jego życie straciło sens. Czyta w gazecie o pogrzebie pewnej osoby (widzowie nie dowiadują się w tej futurospekcji, kim jest ta osoba), chwilę później dzwoni pod pewien numer telefonu. Kiedy nikt nie odpowiada, Jack postanawia się zabić. Wysiada z samochodu i chce skoczyć z mostu na beton. Nieoczekiwanie dochodzi do wypadku. Jack musi pomóc rannym. W szpitalu dowiaduje się z telewizji, że jest bohaterem. Chce operować kobietę, która miała wypadek. Nowy ordynator nie pozwala mu na to. Jack udaje się na pogrzeb. Dyrektor zakładu mówi mu, że pogrzebu nie było, bo nikt nie przyszedł. Jack nie chce otwierać trumny. Okazuje się, że Jack jest uzależniony od leków i alkoholu. W ostatniej części futurospekcji spotyka Kate. Mówi jej, że co tydzień lata samolotem nad oceanami i modli się, aby znów zdarzyła się katastrofa, po której mógłby wrócić na Wyspę. Kate jednak nie chce o tym słyszeć. Z rozmowy wynika, iż Kate jest z kimś związana. |       |                                      |                                       |                  |                               |                                    |                      |                                                   |

## Odcinki specjalne
| S5                                                                                           | Lost: A Tale of Survival | Zagubieni: Opowieść o przetrwaniu | Michael Emerson | 27 września 2006                  | 30 listopada 2006 |
| Odcinek specjalny wyemitowany przed odcinkiem A Tale of Two Cities.                          |                          |                                   |                 |                                   |                   |
| –                                                                                            | Lost Moments             | –                                 | –               | 15 listopada 2006 – 1 lutego 2007 | nieemitowane      |
| Krótkie odcinki składające się z zapowiedzi nadchodzących odcinków.                          |                          |                                   |                 |                                   |                   |
| S6                                                                                           | Lost Survivor Guide      | –                                 | Kyle MacLachlan | 7 lutego 2007                     | nieemitowany      |
| Odcinek specjalny wyemitowany między odcinkami I Do oraz Not in Portland.                    |                          |                                   |                 |                                   |                   |
| S7                                                                                           | Lost: The Answers        | Zagubieni: Odpowiedzi             | Kyle MacLachlan | 17 maja 2007                      | 15 listopada 2007 |
| Odcinek specjalny wyemitowany między odcinkami Greatest Hits oraz Through the Looking Glass. |                          |                                   |                 |                                   |                   |